# جيري ديفيد
جيري ديفيد (بالتشيكية: Jiří David)‏ هو عداء سريع تشيكي، ولد في 16 فبراير 1923 في برنو في التشيك، وتوفي بنفس المكان في 19 يونيو 1997.

## وصلات خارجية
- جيري ديفيد على موقع أوليمبيديا (الإنجليزية)
- جيري ديفيد على موقع اللجنة الأولمبية التشيكية (التشيكية)